# Питсберг (Канзас)
Питсберг (англ. Pittsburg) — город в округе Крофорд на юго-востоке Канзаса, США.

## История
Первые поселенцы в этом регионе появились в середине XIX века. Расположение города рядом с плодородными землями стало привлекать фермеров и ранчеров. Питтсберг возник осенью 1876 года на участке проходящей через этот район железной дороги. Своё название он получил в честь Питтсбурга, штат Пенсильвания, и на картах того времени название города было указано как «Новый Питсберг». Питтсберг быстро развивался благодаря развитию сельского хозяйства, добыче угля и цинка. Статус города он получил в 1879 году, а год спустя дополнение «новый» было исключено из его названия. В 1903 году в городе появилась Педагогическая школа вспомогательного обучения, которая в 1977 году стала Питсбергским государственным университетом.
Во время Великой депрессии в 1930-х годах и последующих десятилетиях угольная промышленность Питсберга столкнулась с трудностями и пришла в упадок. Многие шахты закрылись, и город столкнулся с экономическим спадом. Со временем стали развиваться другие отрасли, такие как промышленное производство, и в настоящее время в городе располагаются крупные заводы по производству углеобогатительного оборудования и аммиачной селитры.

## География
По данным Бюро переписи населения США, общая площадь города составляет 33,41 км². Питсберг расположен в регионе Озарк-Хайлендс, представляющем собой смесь прерий и лесов. Рядом находится несколько заповедников дикой природы на землях.

## Климат
Климат в Питсберге умеренно континентальный, с заметными различиями между сезонами. Лето обычно теплое и влажное, с апрелем и маем, которые являются самыми дождливыми месяцами. Зима сравнительно холодная, с январем и февралем, самыми холодными месяцами года.

## Демография
По переписи 2020 года, общая численность населения составила 20 646 человек.
Распределение населения по расовому признаку:
- белые — 77,27 %
- латиноамериканцы — 10,53 %[12]
- афроамериканцы — 3,74 %
- азиаты — 1,78 %
- коренные народы США — 1,07 %
- выходцы с тихоокеанских островов — 0,76 % и др[13].